# Zephyranthes citrina
Zephyranthes citrina là một loài thực vật có hoa trong họ Amaryllidaceae. Loài này được Baker mô tả khoa học đầu tiên năm 1882.

## Hình ảnh

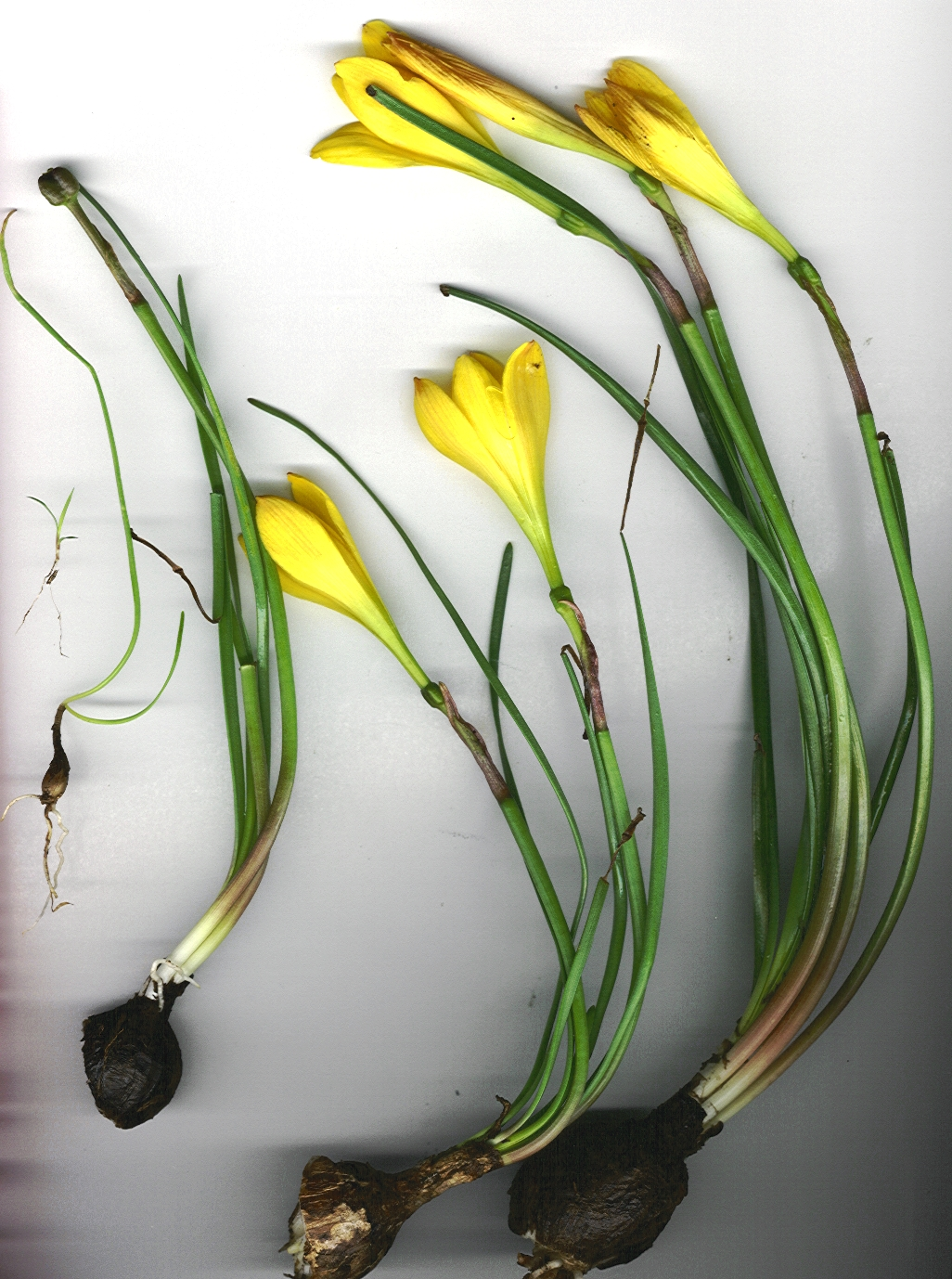
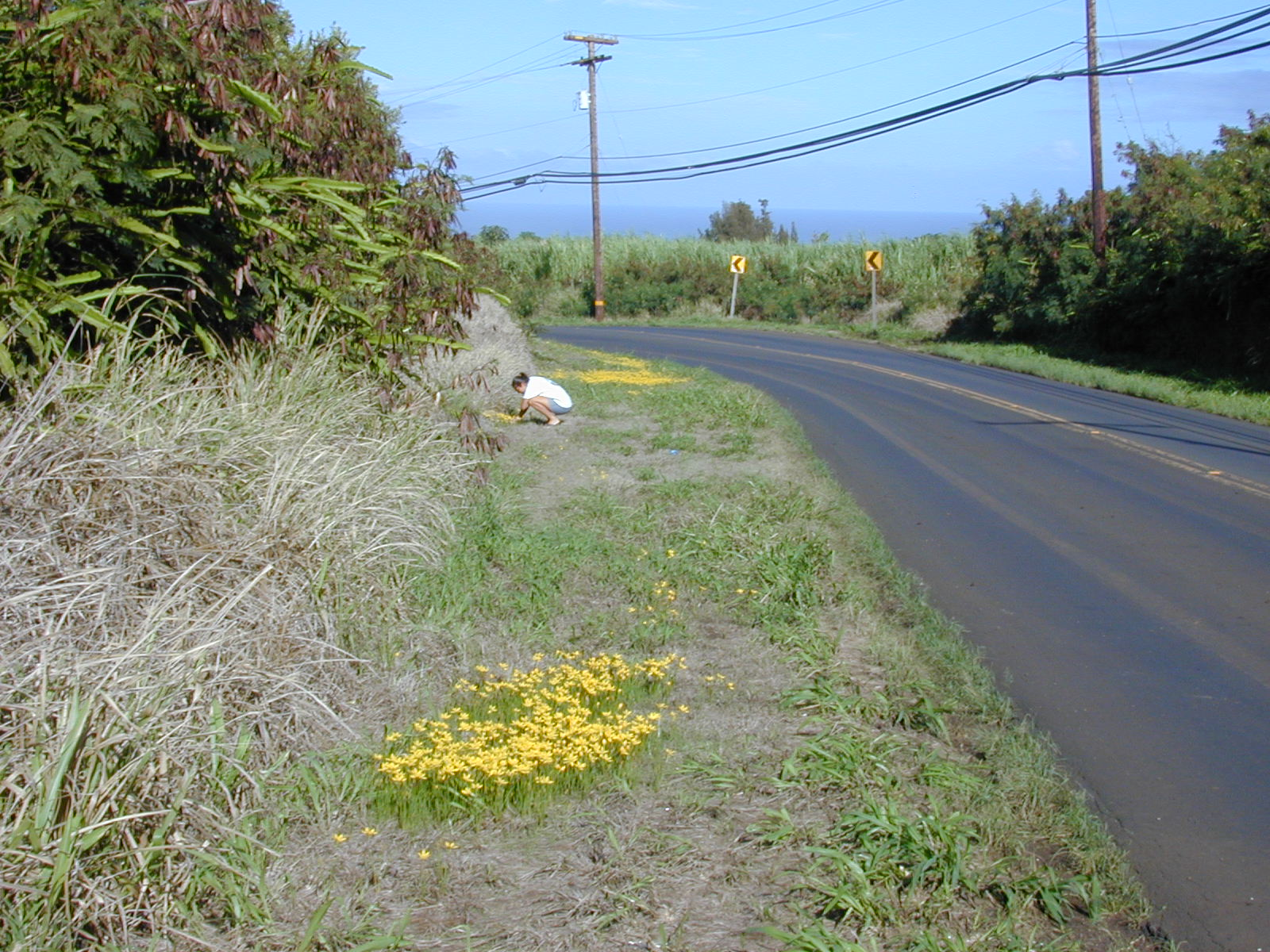
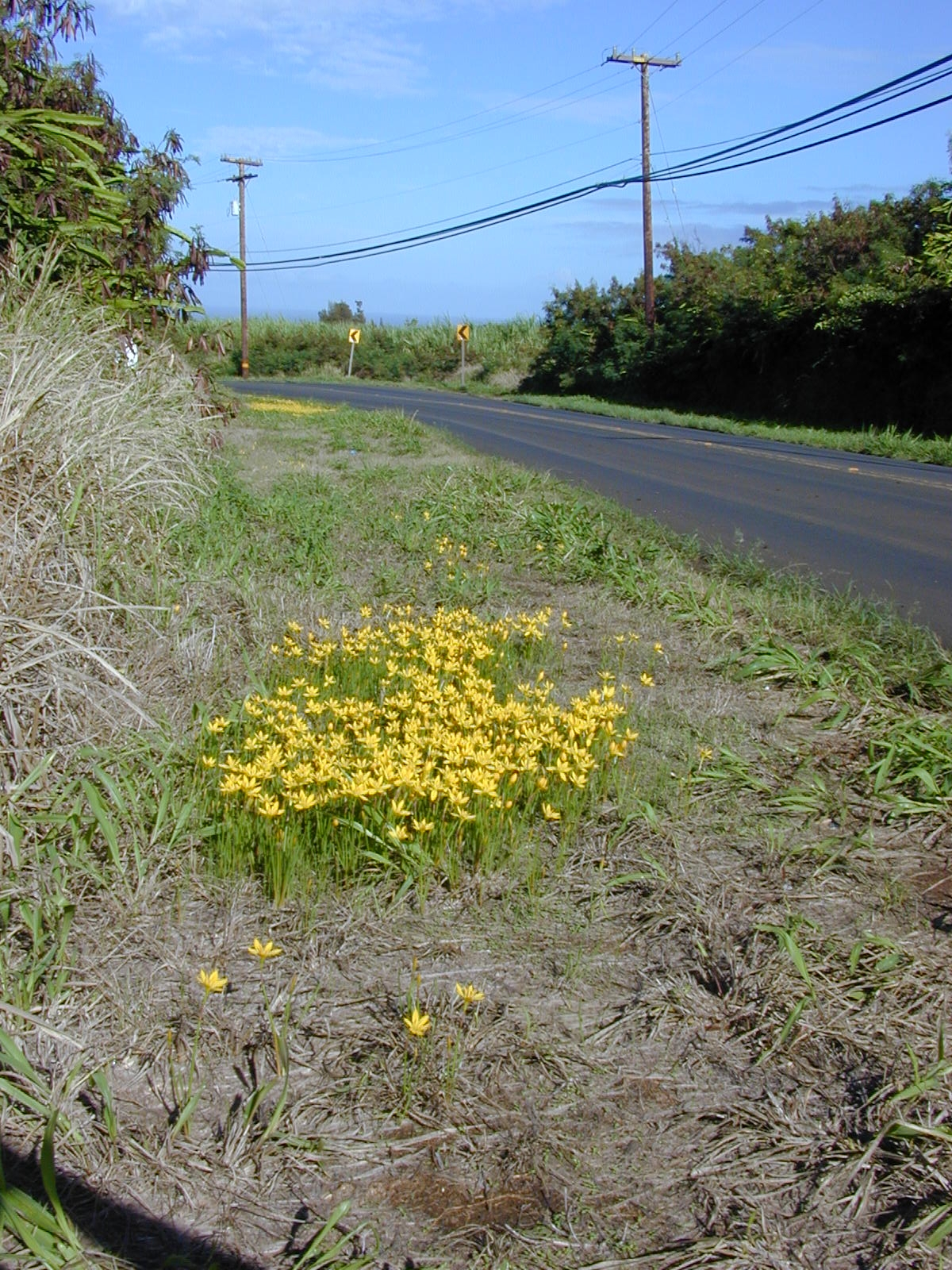
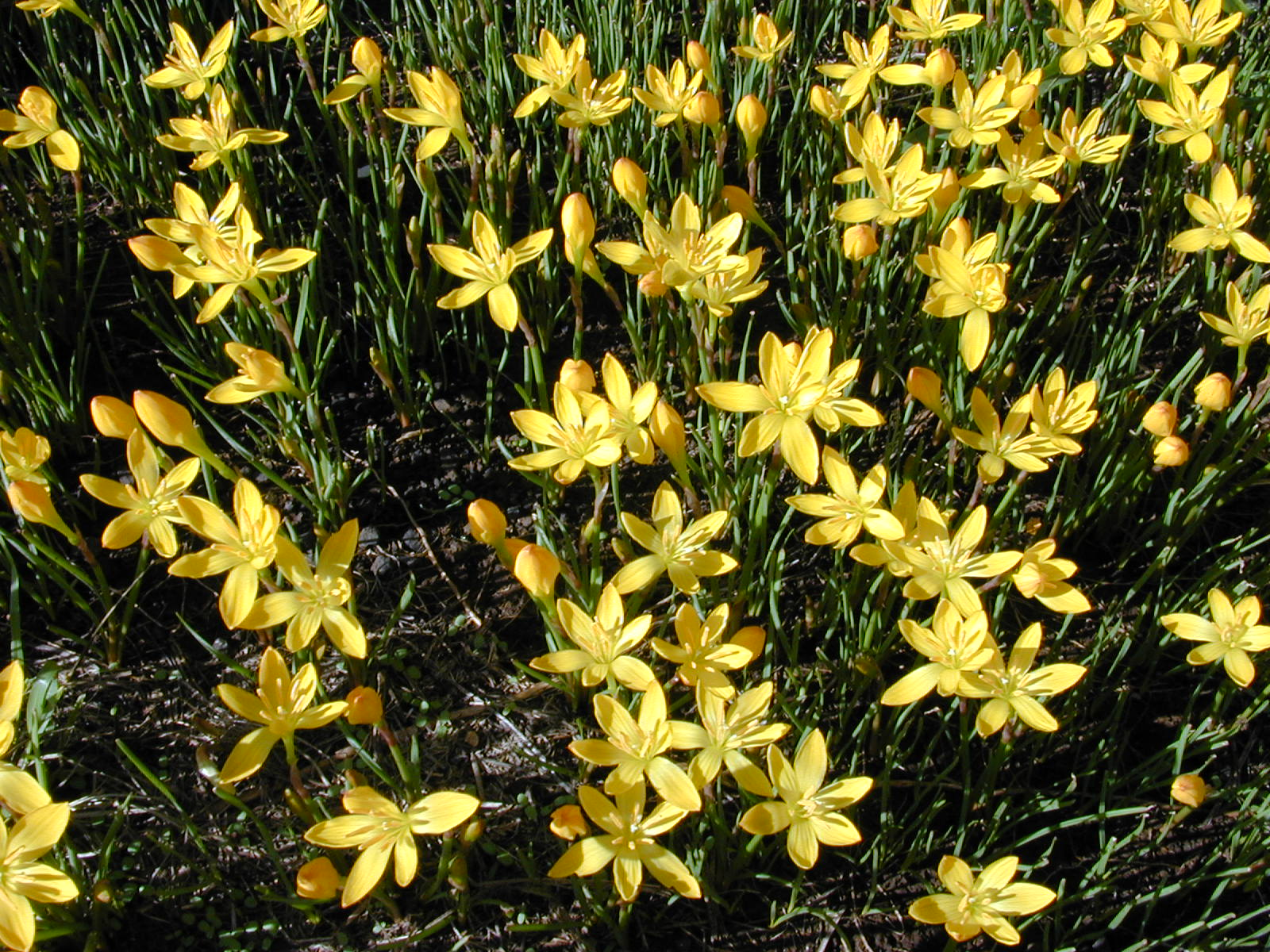